# Alfio Basile

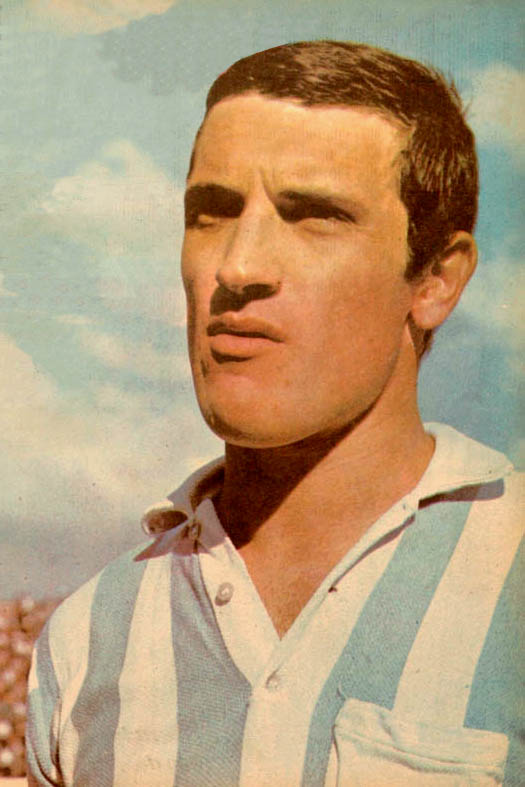
Basile (1966)

Alfredo Rubén Basile Moreno (* 1. November 1943 in Bahía Blanca) ist ein ehemaliger argentinischer Fußballspieler und -trainer. Von 1991 bis 1994 und von 2006 bis 2008 war er Trainer des argentinischen Fußballnationalteams.

## Leben

### Spielerkarriere
Basile begann seine Karriere beim Club Bella Vista in seiner Heimatstadt. Von 1964 bis 1970 spielte er für den Racing Club und dann für den Club Atlético Huracán. Bei seinen Vereinen gewann Basile 1966 das Campeonato Argentino, 1967 die Copa Libertadores und den Weltpokal und 1973 das Campeonato Metropolitano. Er beendete seine Spielerkarriere 1975.

### Trainerlaufbahn
Nach seinem Karriereende trainierte Basile mehrere argentinische Mannschaften, darunter Rosario Central, Racing Club (1988 Gewinn der Supercopa Sudamericana) und Club Atlético Huracán. Außerdem trainierte er Atlético Madrid in Spanien. 1991 und 1993 gewann er mit dem argentinischen Fußballnationalteam zweimal die Copa América. Später trainierte er unter anderem die Boca Juniors, mit denen er sehr erfolgreich war und neben zwei nationalen Titeln 2005 die Copa Sudamericana, sowie 2005 und 2006 die Recopa Sudamericana gewann. Im Juli 2006 wurde er wieder argentinischer Fußballnationaltrainer. Nach zwei Jahren erklärte er im Oktober 2008 seinen Rücktritt und wurde durch Diego Maradona ersetzt.

### Sonstiges
Am 20. März 2017 erlitt Basile einen Schlaganfall und wurde in ein Krankenhaus in Buenos Aires eingeliefert.